# Cubaris bocki
Cubaris bocki is een pissebed uit de familie Armadillidae. De wetenschappelijke naam van de soort is voor het eerst geldig gepubliceerd in 1938 door Verhoeff.